# La Estación, Hidalgo
La Estación är en ort i Mexiko.   Den ligger i kommunen Ixmiquilpan och delstaten Hidalgo, i den sydöstra delen av landet, 120 km norr om huvudstaden Mexico City. La Estación ligger 1 784 meter över havet och antalet invånare är 620.
Terrängen runt La Estación är kuperad åt sydost, men åt nordväst är den platt. Terrängen runt La Estación sluttar västerut. Runt La Estación är det ganska tätbefolkat, med 96 invånare per kvadratkilometer. Närmaste större samhälle är Ixmiquilpan, 5,7 km väster om La Estación. Trakten runt La Estación består till största delen av jordbruksmark.